# Nicola Acerbo
Nicola Acerbo (* vor 1670; † nach 1690) war ein italienischer Komponist und Musikpädagoge. Er leitete von 1685 bis 1687 das Conservatorio di Santa Maria di Loreto in Neapel.

## Leben
Nicola Acerbo erhielt seine musikalische Ausbildung am Conservatorio di Santa Maria di Loreto. Später unterrichtete er dort selbst und wurde 1684 neben Gaetano Veneziano Vicemaestro. Am 2. September 1685 wurde Acerbo zum alleinigen Maestro des Konservatoriums gewählt und wurde als Leiter Nachfolger von Gaetano Veneziano. Vertraglich war er dazu verpflichtet neben dem Unterricht monatlich Motetten, alle vier Monate eine Messe für vier Stimmen und Instrumente und einmal im Jahr eine Missa a due chori zu komponieren. Dazu kamen bei gewissen Anlässen weitere Gelegenheitskompositionen. 1687 legte er wegen seiner beruflichen Verpflichtungen und der Probleme, die die steigenden Schülerzahlen mit sich brachten, das alleinige Amt nieder. Sein Nachfolger wurde am 14. September 1687 Cataldo Amodei (1649–1695). Zunächst wurden beide noch als maestro di capella bezeichnet, doch bald wurde Acerbo wieder Vicemaestro. 1689 legte auch Amodei sein Amt nieder. In der Amtszeit des Nachfolgers Amodeis, Alessandro Scarlatti, der 1689 nur zwei Monate Kapellmeister des Instituts war, war Acerbo noch Vicemaestro. Infolge von diversen Unstimmigkeiten wurde Acerbo im August 1690 Scarlattis Nachfolger Pietro Bartilotti als Assistent unterstellt. Acerbo wurde sogar eine Kündigung in Aussicht gestellt, sollte er sich nicht unterordnen. Noch am 6. Mai 1691 gab Acerbo Gesangunterricht am Konservatorium.